# 音樂飆榜 (台灣)
《音樂飆榜》是FOX娛樂台播出的音樂節目，於2008年7月5日開始播映。該節目原本由劉容嘉（容嘉）獨立主持，但自2010年1月2日改版起，大嘴巴加入主持群，並加長播放時間至120分鐘，2010年7月3日，吳建恆加入主持群。《音樂飆榜》最後一集於2013年5月11日（星期六）播出，目前同時段改播《韓國人氣歌謠》（90分鐘版）。

## 節目內容
節目內容也大幅增加，除了華語排行榜外，更新增東洋、西洋兩大排行榜，節目主持人也從容嘉外，再新添生力軍大嘴巴，將由大嘴巴負責東（至6月26日止）、西洋排行榜，而容嘉則繼續主持華語排行榜，7月3日起，吳建恆主持日韓榜。吳建恆、容嘉、40的全新組合群將提供最新的音樂資訊、最熱門的音樂錄影帶，以及亞洲最具影響力的音樂錄影帶排行榜。